# Белиц (Штендаль)
Белиц (нем. Beelitz) — община в Германии, в земле Саксония-Анхальт.
Входит в состав района Штендаль. Подчиняется управлению Арнебург-Голдбек. Население составляет 82 человека (на 31 декабря 2006 года). Занимает площадь 4,27 км².